# Hockey Club Les Diablerets
L'Hockey Club Les Diablerets (abbreviato HC Les Diablerets) è stata una squadra di hockey su ghiaccio svizzera.

## Cronologia
- 1909-1910: 1º livello